# Cassida pusilla
Cassida pusilla is een keversoort uit de familie bladkevers (Chrysomelidae). De wetenschappelijke naam van de soort werd in 1839 gepubliceerd door Waltl.